# تويوتا سنتر
تويوتا سنتر (بالإنجليزية: Toyota Center)‏ هي ساحة داخلية تقع في هيوستن. سميت على اسم شركة تويوتا اليابانية لصناعة السيارات.